# 申昌碩
申昌碩（韓語：신창석，1966年－），韓國電視劇導演。

## 簡歷
申昌碩導演畢業於首爾大學社會系，1991年9月進入KBS，加入電視劇製作行列。他在KBS以製作大河劇為主，曾任《西宮》及《龍之淚》的副導演。2000年，申昌碩升任導演一職，並曾執導《明成皇后》（2001年）、《武人時代》（2003年）、《黃金蘋果》（2005年）、《千秋太后》（2009年）及《大王之夢》（2012年）等多部有名的歷史劇。
隨著大河劇在2010年代的衰落，申昌碩於2014年起改為執導日日劇，當中2020年的《秘密的男人》為KBS 2TV日日連續劇時段，事隔三年後再度獲得20%高收視成績的日日劇。

## 作品列表

### 導演
- 2000年：KBS《Drama City－誰將跟百萬富翁結婚》
- 2000年：KBS《Drama City－喘息聲》
- 2000年：KBS《陽光滿溢》
- 2001年：KBS《明成皇后》
- 2003年：KBS《武人時代》
- 2005年：KBS《黃金蘋果》
- 2007年：KBS《山後的南村》
- 2009年：KBS《千秋太后》
- 2010年：KBS《自由人李會榮》
- 2012年：KBS《大王之夢》
- 2014年：KBS《一片丹心蒲公英》
- 2017年：KBS《花開了，達順啊》
- 2018年：KBS《愛到最後》
- 2020年：KBS《秘密的男人》
- 2021年：KBS《紳士與小姐》
- 2023年：KBS《秘密的女人》

### 執行製作
- 2010年：KBS《總統》

## 個人生活
其子申旻埈為韓國圍棋九段棋士。

## 外部連結
- NAVER人物搜尋頁面